# Georg Gresser
Georg Gresser (* 30. Januar 1962 in Essen) ist ein deutscher Mediävist, Kirchenhistoriker und Hochschullehrer.

## Leben
Nach dem Abitur am Dreikönigsgymnasium in Köln studierte Gresser Geschichte, Katholische Theologie, Historische Hilfswissenschaften, Bibliothekswissenschaften, Pädagogik, Judaistik und Byzantinistik in Köln und Bonn. Nach Staatsexamen und Magister Artium wurde er 1993 bei Odilo Engels zum Dr. phil. in mittelalterlicher Geschichte an der Universität zu Köln promoviert. 2004 habilitierte er sich am Institut für Katholische Theologie der Universität Bamberg mit einer Untersuchung über die Kirchenversammlungen in der Zeit des Reformpapsttums im Fach Mittlere und Neuere Kirchengeschichte.
Mit 44 Artikeln war er von 1993 bis 2001 an der dritten Auflage des Lexikons für Theologie und Kirche beteiligt.
Seit 2009 unterrichtet er am Erzbischöflichen Suitbertus-Gymnasium Düsseldorf Geschichte und Religion. Seit dem Wintersemester 2013/14 ist er Dozent an der Philosophisch-Theologischen Hochschule der Steyler Missionare in Sankt Augustin (seit März 2020: Kölner Hochschule für Katholische Theologie) für das Fach Kirchengeschichte.
Zu Gressers Forschungsgebieten gehören Geschichte des Papsttums, Hagiographie, Konziliengeschichte, Chronologie, Kodikologie und Interreligiöser Dialog.

## Schriften
Monographien
- Das Bistum Speyer bis zum Ende des 11. Jahrhunderts (= Quellen und Abhandlungen zur Mittelrheinischen Kirchengeschichte, 89), Gesellschaft für mittelrheinische Kirchengeschichte, Mainz 1998. ISBN 3-929135-21-3.
- Die Konzilien und Synoden in der Zeit des Reformpapsttums in Deutschland und Italien von Leo IX. bis Calixt II. 1049–1123 (= Konziliengeschichte. Reihe A: Darstellungen, 21). Schöningh, Paderborn 2006. ISBN 978-3-506-74670-2.
- Clemens II. Der erste deutsche Reformpapst. Schöningh, Paderborn 2007. ISBN 978-3-506-76329-7.

Herausgeberschaften
- mit Peter Bruns: Vom Schisma zu den Kreuzzügen 1054–1204. Schöningh, Paderborn 2005. ISBN 3-506-72891-1.

Mitarbeit
- Lexikon für Theologie und Kirche, 3., völlig neu bearbeitete Auflage, hrsg. von Walter Kasper mit Konrad Baumgartner, Horst Bürkle, Klaus Ganzer und anderen, 11 Bände, Freiburg im Breisgau 1993–2001; durchgesehene Ausgabe ebenda 2006; Nachdruck ebenda 2017.